# Яцик Тадей
Я́цик Таде́й (1889, м. Львів — 21 листопада 1919, м. Вінниця) — сотник-лікар УГА, начальний лікар при групі «Старе Село», потім санітарний шеф 1 Корпусу УГА. 

## Життєпис
Народився 1899 року у Львові. 
В УГА обіймав кілька посад : комендант госпіталю УГА в Давидові, санітарний шеф у «Групі Південь», санітарний референт «Групи Північ», а згодом санітарний шеф 1 Корпусу УГА. 
Помер 21 листопада 1919 року у Вінниці від тифу.
Про нього прихильно відгукувались вояки, які бачили його в роботі : 
| Відзначався великим спокоєм духа, ніколи не попадав у зневіру, навіть у хвилях, коли другим опадали руки, а думка костеніла. Він працював безперестанно, з рівним запертям себе.[2] |